# Élections législatives de 1981 en Charente
Les élections législatives françaises de 1981 en Charente se déroulent les 14 et 21 juin 1981.

## Élus
| Circonscription | Député sortant        | Parti | Parti | Député élu ou réélu   | Parti | Parti |
| --------------- | --------------------- | ----- | ----- | --------------------- | ----- | ----- |
| 1re             | Jean-Michel Boucheron |       | PS    | Jean-Michel Boucheron |       | PS    |
| 2e              | Francis Hardy         |       | RPR   | Bernard Villette      |       | PS    |
| 3e              | André Soury           |       | PCF   | André Soury           |       | PCF   |

## Positionnement des partis
Le Parti socialiste et le Parti communiste français, sous l'appellation « majorité d'union de la gauche », se présentent dans les trois circonscriptions charentaises. Les socialistes soutiennent ainsi le député sortant et maire d'Angoulême Jean-Michel Boucheron, Bernard Villette et Jean Reyrat, les communistes, Alain Proux-Delrouyre, Michel Tiracci	et André Soury, député de la circonscription de Confolens (3e) et maire de Pressignac.
La majorité sortante, réunie dans l'Union pour la nouvelle majorité (UNM), présente elle aussi des candidats dans l'ensemble des circonscriptions, dont le député-maire RPR de Cognac, Francis Hardy. Dans le détail, on compte 3 candidats RPR et apparentés. Par ailleurs, le centriste Patrick Mangou et un candidat divers droite se présentent dans la circonscription d'Angoulême (1re).
Enfin, Lutte ouvrière présente deux candidats dans les 1re et 3e circonscription et le Parti des forces nouvelles (PFN, extrême droite) a un candidat dans la 2e circonscription (Cognac).

## Résultats

### Résultats à l'échelle du département
| Parti          | Parti                              | Premier tour | Premier tour | Second tour | Second tour | Sièges |
| Parti          | Parti                              | Voix         | %            | Voix        | %           | Sièges |
| -------------- | ---------------------------------- | ------------ | ------------ | ----------- | ----------- | ------ |
|                | Parti socialiste                   | 72 759       | 41,96        | 29 265      | 25,85       | 2      |
|                | Parti communiste français          | 29 975       | 17,28        | 31 600      | 27,91       | 1      |
|                | Majorité présidentielle            | 102 734      | 59,24        | 60 865      | 53,76       | 3      |
|                |                                    |              |              |             |             |        |
|                | Rassemblement pour la République   | 57 540       | 33,18        | 52 354      | 46,24       | 0      |
|                | Union pour la démocratie française | 10 302       | 5,94         |             |             | 0      |
|                | Divers droite                      | 262          | 0,15         | 0           |             |        |
|                | Union pour la nouvelle majorité    | 68 104       | 39,28        | 52 354      | 46,24       | 0      |
|                |                                    |              |              |             |             |        |
|                | Lutte ouvrière                     | 1 674        | 0,97         |             |             | 0      |
|                | Parti des forces nouvelles         | 897          | 0,52         | 0           |             |        |
|                |                                    |              |              |             |             |        |
| Inscrits       | Inscrits                           | 245 650      | 100,00       | 144 278     | 100,00      | 3      |
| Abstentions    | Abstentions                        | 69 335       | 28,23        | 28 604      | 19,83       |        |
| Votants        | Votants                            | 176 315      | 71,77        | 115 674     | 80,17       |        |
| Blancs et nuls | Blancs et nuls                     | 2 906        | 1,65         | 2 455       | 2,12        |        |
| Exprimés       | Exprimés                           | 173 409      | 98,35        | 113 219     | 97,88       |        |

### Résultats par circonscription

#### Première circonscription (Angoulême)
|                | Jean-Michel Boucheron sortant réélu | PS             | 36 769  | 54,13  |  |  |  |
|                | Jacques Teyssédou                   | RPR (UNM)      | 12 546  | 18,47  |  |  |  |
|                | Patrick Mangou                      | UDF            | 10 302  | 15,17  |  |  |  |
|                | Alain Proux-Delrouyre               | PCF            | 7 015   | 10,33  |  |  |  |
|                | Michel Deboeuf                      | LO             | 1 031   | 1,52   |  |  |  |
|                | René Chauffour                      | Divers droite  | 262     | 0,39   |  |  |  |
|                |                                     |                |         |        |  |  |  |
| Inscrits       | Inscrits                            | Inscrits       | 101 331 | 100,00 |  |  |  |
| Abstentions    | Abstentions                         | Abstentions    | 31 980  | 31,56  |  |  |  |
| Votants        | Votants                             | Votants        | 69 351  | 68,44  |  |  |  |
| Blancs et nuls | Blancs et nuls                      | Blancs et nuls | 1 426   | 2,06   |  |  |  |
| Exprimés       | Exprimés                            | Exprimés       | 67 925  | 97,94  |  |  |  |

#### Deuxième circonscription (Cognac)
| Candidat       | Candidat              | Parti          | Premier tour | Premier tour | Second tour | Second tour |  |
| Candidat       | Candidat              | Parti          | Voix         | %            | Voix        | %           |  |
| -------------- | --------------------- | -------------- | ------------ | ------------ | ----------- | ----------- |  |
|                | Francis Hardy sortant | RPR (UNM)      | 23 665       | 46,61        | 26 431      | 47,46       |  |
|                | Bernard Villette élu  | PS             | 20 067       | 39,52        | 29 265      | 52,54       |  |
|                | Michel Tiracci        | PCF            | 6 143        | 12,10        |             |             |  |
|                | Stéphane Bulan        | PFN            | 897          | 1,77         |             |             |  |
|                |                       |                |              |              |             |             |  |
| Inscrits       | Inscrits              | Inscrits       | 71 775       | 100,00       | 71 745      | 100,00      |  |
| Abstentions    | Abstentions           | Abstentions    | 20 261       | 28,23        | 15 384      | 21,44       |  |
| Votants        | Votants               | Votants        | 51 514       | 71,77        | 56 361      | 78,56       |  |
| Blancs et nuls | Blancs et nuls        | Blancs et nuls | 742          | 1,44         | 665         | 1,18        |  |
| Exprimés       | Exprimés              | Exprimés       | 50 772       | 98,56        | 55 696      | 98,82       |  |

#### Troisième circonscription (Confolens)
| Candidat       | Candidat                  | Parti          | Premier tour | Premier tour | Second tour | Second tour |  |
| Candidat       | Candidat                  | Parti          | Voix         | %            | Voix        | %           |  |
| -------------- | ------------------------- | -------------- | ------------ | ------------ | ----------- | ----------- |  |
|                | Michel Maury-Laribière    | RPR (UNM)      | 21 329       | 38,99        | 25 923      | 45,07       |  |
|                | André Soury sortant réélu | PCF            | 16 817       | 30,73        | 31 600      | 54,93       |  |
|                | Jean Reyrat               | PS             | 15 923       | 29,10        | Retrait     | Retrait     |  |
|                | Roland Noulaud            | LO             | 643          | 1,18         |             |             |  |
|                |                           |                |              |              |             |             |  |
| Inscrits       | Inscrits                  | Inscrits       | 72 544       | 100,00       | 72 533      | 100,00      |  |
| Abstentions    | Abstentions               | Abstentions    | 17 094       | 23,56        | 13 220      | 18,23       |  |
| Votants        | Votants                   | Votants        | 55 450       | 76,44        | 59 313      | 81,77       |  |
| Blancs et nuls | Blancs et nuls            | Blancs et nuls | 738          | 1,33         | 1 790       | 3,02        |  |
| Exprimés       | Exprimés                  | Exprimés       | 54 712       | 98,67        | 57 523      | 96,98       |  |